# Kaplica cmentarna w Krzeszowicach
Kaplica cmentarna w Krzeszowicach – kaplica znajdująca się w powiecie krakowskim, w Krzeszowicach na cmentarzu parafialnym.
Kaplica została wpisana do rejestru zabytków nieruchomych województwa małopolskiego.
Zabytkowa neogotycka kaplica wybudowana według projektu Augusta Stülera specjalnie dla Józefa Chłopickiego. W październiku 1863 roku zwłoki generała przeniesiono do piwnic budującej się w tym celu kaplicy. Na murze umieszczone są dwie tablice pamiątkowe poświęcone Józefowi Chłopickiemu oraz Romanowi Załuskiemu, Tadeuszowi Neymanowi i Dyzmie Chromemu.